# Alex Oxlade-Chamberlain
Alexander Mark David Oxlade-Chamberlain (Portsmouth, 15 agosto 1993) è un calciatore inglese, centrocampista del Beşiktaş.

## Biografia
Figlio dell'ex calciatore Mark Chamberlain, nasce a Portsmouth.
Ha una relazione con la cantante Perrie Edwards ed ha avuto da lei un figlio, nato il 21 agosto 2021.

## Carriera

### Club

#### Southampton e Arsenal
Figlio di Mark Chamberlain, anch'egli calciatore, inizia la sua carriera tra le file del Southampton, con cui debutta tra i professionisti il 2 marzo 2010, a soli 16 anni, in una vittoria per 5-0 contro l'Huddersfield Town. Dopo due stagioni che lo vedono impiegato frequentemente nella terza serie inglese, nell'estate 2011 viene acquistato dall'Arsenal.

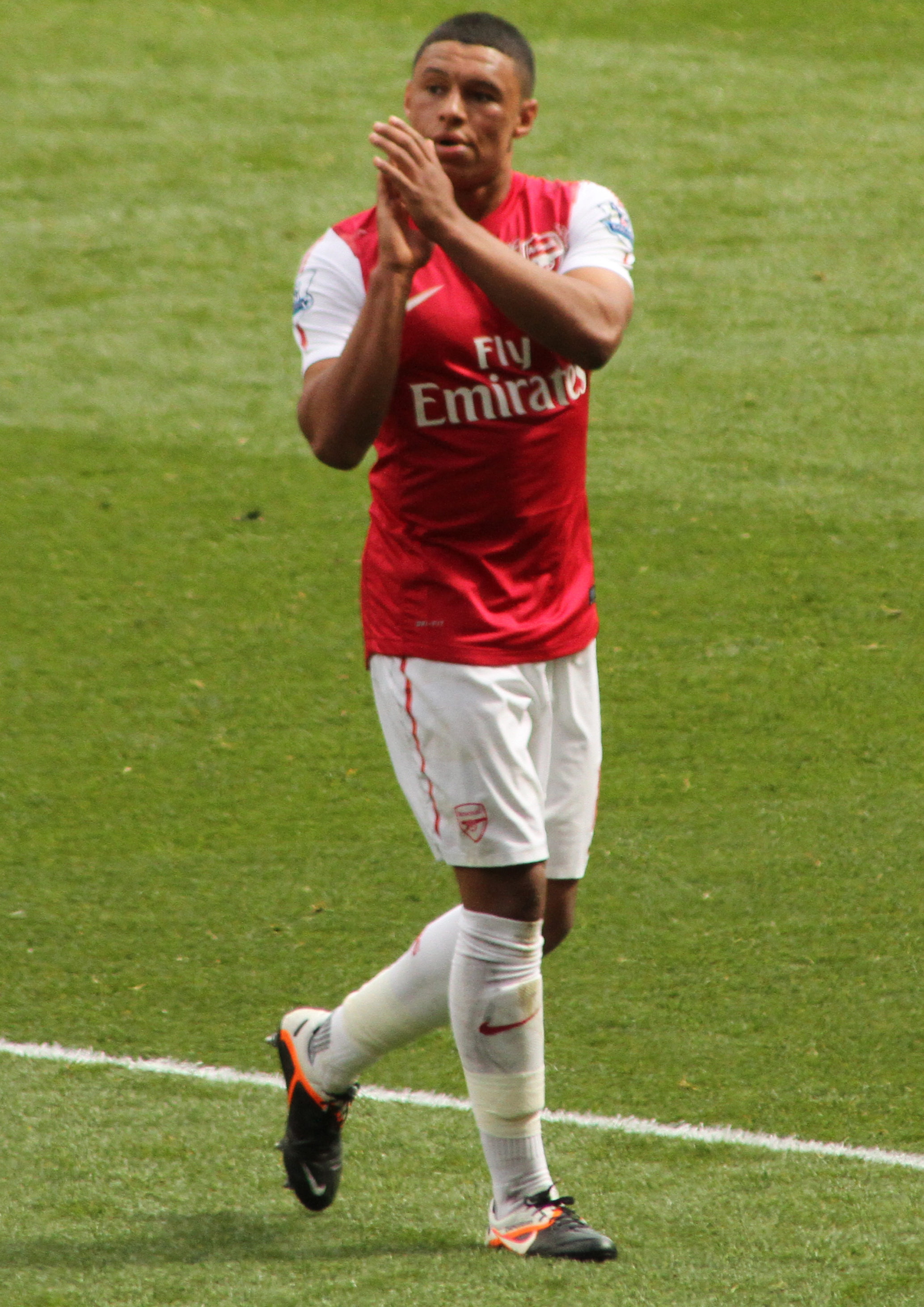
Oxlade-Chamberlain all'Arsenal nel 2012

Debutta con la maglia dei Gunners il 28 agosto 2011, nella sconfitta per 8-2 all'Old Trafford contro il Manchester Utd. Al suo debutto in Champions League, il 28 settembre 2011, va in rete contro l'Olympiacos, diventando così il più giovane giocatore ad aver segnato in Champions League, all'età di 18 anni. Assente per infortunio per l'intero girone di andata della stagione 2013-2014, nel quale aveva giocato solo la partita d'esordio, il 2 febbraio 2014 ritorna in campo da titolare e realizza le prime 2 reti stagionali, che determinano la vittoria casalinga per 2-0 contro il Crystal Palace.

#### Liverpool
Il 31 agosto 2017, dopo che lo stesso giocatore aveva rifiutato il trasferimento al Chelsea qualche giorno prima, l'Arsenal accetta un'offerta di circa 35 milioni di sterline dal Liverpool, sancendo il suo trasferimento ai Reds.. Il 24 aprile 2018, nel corso della semifinale di andata di Champions League vinta per 5-2 contro la Roma, riporta la rottura del legamento crociato del ginocchio destro, subendo così uno stop forzato durato quasi un anno.
Il 2 giugno 2019 si laurea campione d'Europa con il Liverpool; pur convocato, Oxlade-Chamberlain non scende in campo nella partita decisiva, vinta dalla sua squadra per 2 a 0.
Il 24 giugno 2019 rinnova il proprio contratto con il Liverpool fino al 2024. Inizia la stagione 2019-20 segnando tre gol in due partite contro il Genk in Champions League, un gol contro il suo ex club, l'Arsenal, in League Cup e, a dicembre, il primo gol in campionato dopo oltre un anno contro il Bournemouth.
Il 21 dicembre 2019 è nella formazione titolare che vincerà la finale del Mondiale per Club contro il Flamengo. Oxlade-Chamberlain è costretto ad abbandonare il campo anzitempo a causa di un infortunio alla caviglia che, come in seguito confermato dall'allenatore Klopp, lo costringerà a saltare le altre partite previste per il 2019.
Il 25 giugno 2020, dopo la sospensione dei campionati dovuta alla pandemia COVID-19, si laurea campione d'Inghilterra per la prima volta.
Il 17 maggio 2023 il Liverpool annuncia il mancato rinnovo del contratto del giocatore (in scadenza il 30 giugno), lasciandolo così svincolato.

### Nazionale
Già membro della nazionale Under-21, debutta nella fase di qualificazioni agli Europei 2013 contro l'Azerbaigian il 1º settembre 2009. Il 6 ottobre realizza una tripletta che permette alla sua squadra di vincere 3-0 in casa dell'Islanda.
Il 16 maggio 2012 viene inserito da Roy Hodgson nella lista dei 23 giocatori che partiranno per l'Europeo 2012. L'11 giugno ha debuttato da titolare contro la Francia, contribuendo con un assist al pareggio della nazionale inglese contro i galletti. Nella manifestazione continentale scende in campo in tre occasioni.

## Statistiche

### Presenze e reti nei club
Statistiche aggiornate al 9 dicembre 2024
| Stagione           | Squadra            | Campionato         | Campionato | Campionato | Coppe nazionali | Coppe nazionali | Coppe nazionali | Coppe continentali | Coppe continentali | Coppe continentali | Altre coppe | Altre coppe | Altre coppe | Totale | Totale |
| Stagione           | Squadra            | Comp               | Pres       | Reti       | Comp            | Pres            | Reti            | Comp               | Pres               | Reti               | Comp        | Pres        | Reti        | Pres   | Reti   |
| ------------------ | ------------------ | ------------------ | ---------- | ---------- | --------------- | --------------- | --------------- | ------------------ | ------------------ | ------------------ | ----------- | ----------- | ----------- | ------ | ------ |
| 2009-2010          | Southampton        | FL1                | 2          | 0          | FACup+CdL       | 0               | 0               | -                  | -                  | -                  | -           | -           | -           | 2      | 0      |
| 2010-2011          | Southampton        | FL1                | 34         | 9          | FACup+CdL       | 4+2             | 0+1             | -                  | -                  | -                  | FLT         | 1           | 0           | 41     | 10     |
| Totale Southampton | Totale Southampton | Totale Southampton | 36         | 9          |                 | 6               | 1               |                    |                    |                    |             | 1           | 0           | 43     | 10     |
| 2011-2012          | Arsenal            | PL                 | 16         | 2          | FACup+CdL       | 3+3             | 0+1             | UCL                | 4                  | 1                  | -           | -           | -           | 26     | 4      |
| 2012-2013          | Arsenal            | PL                 | 25         | 1          | FACup+CdL       | 2+2             | 0+1             | UCL                | 4                  | 0                  | -           | -           | -           | 33     | 2      |
| 2013-2014          | Arsenal            | PL                 | 14         | 2          | FACup+CdL       | 4+0             | 1               | UCL                | 2                  | 0                  | -           | -           | -           | 20     | 3      |
| 2014-2015          | Arsenal            | PL                 | 23         | 1          | FACup+CdL       | 3+1             | 0               | UCL                | 9                  | 2                  | CS          | 1           | 0           | 37     | 3      |
| 2015-2016          | Arsenal            | PL                 | 22         | 1          | FACup+CdL       | 3+2             | 0               | UCL                | 5                  | 0                  | CS          | 1           | 1           | 33     | 2      |
| 2016-2017          | Arsenal            | PL                 | 29         | 2          | FACup+CdL       | 6+3             | 0+3             | UCL                | 7                  | 1                  |             | -           | -           | 45     | 6      |
| ago. 2017          | Arsenal            | PL                 | 3          | 0          | FACup+CdL       | -               | -               | UEL                | -                  | -                  | CS          | 1           | 0           | 4      | 0      |
| Totale Arsenal     | Totale Arsenal     | Totale Arsenal     | 132        | 9          |                 | 32              | 6               |                    | 31                 | 4                  |             | 3           | 1           | 198    | 20     |
| 2017-2018          | Liverpool          | PL                 | 32         | 3          | FACup+CdL       | 2+1             | 0               | UCL                | 7                  | 2                  | -           | -           | -           | 42     | 5      |
| 2018-2019          | Liverpool          | PL                 | 2          | 0          | FACup+CdL       | 0               | 0               | UCL                | 0                  | 0                  | -           | -           | -           | 2      | 0      |
| 2019-2020          | Liverpool          | PL                 | 30         | 4          | FACup+CdL       | 2+2             | 0+1             | UCL                | 5                  | 3                  | CS+SU+Cmc   | 1+1+2       | 0           | 43     | 8      |
| 2020-2021          | Liverpool          | PL                 | 13         | 1          | FACup+CdL       | 1+0             | 0               | UCL                | 3                  | 0                  | CS          | -           | -           | 17     | 1      |
| 2021-2022          | Liverpool          | PL                 | 17         | 2          | FACup+CdL       | 2+4             | 0+1             | UCL                | 6                  | 0                  | -           | -           | -           | 29     | 3      |
| 2022-2023          | Liverpool          | PL                 | 9          | 1          | FACup+CdL       | 1+2             | 0               | UCL                | 1                  | 0                  | CS          | -           | -           | 13     | 1      |
| Totale Liverpool   | Totale Liverpool   | Totale Liverpool   | 103        | 11         |                 | 17              | 2               |                    | 22                 | 5                  |             | 4           | 0           | 146    | 18     |
| 2023-2024          | Beşiktaş           | SL                 | 20         | 4          | TK              | 2               | 0               | UECL               | 8                  | 0                  | -           | -           | -           | 30     | 4      |
| 2024-2025          | Beşiktaş           | SL                 | 16         | 1          | TK              | 2               | 0               | UEL                | 0                  | 0                  | -           | -           | -           | 18     | 1      |
| Totale Besiktas    | Totale Besiktas    | Totale Besiktas    | 36         | 5          |                 | 4               | 0               |                    | 8                  | 0                  |             | -           | -           | 48     | 5      |
| Totale carriera    | Totale carriera    | Totale carriera    | 307        | 34         |                 | 59              | 9               |                    | 61                 | 9                  |             | 8           | 1           | 435    | 53     |

### Cronologia presenze e reti in nazionale
| Cronologia completa delle presenze e delle reti in nazionale ― Inghilterra | Cronologia completa delle presenze e delle reti in nazionale ― Inghilterra | Cronologia completa delle presenze e delle reti in nazionale ― Inghilterra | Cronologia completa delle presenze e delle reti in nazionale ― Inghilterra | Cronologia completa delle presenze e delle reti in nazionale ― Inghilterra | Cronologia completa delle presenze e delle reti in nazionale ― Inghilterra | Cronologia completa delle presenze e delle reti in nazionale ― Inghilterra | Cronologia completa delle presenze e delle reti in nazionale ― Inghilterra |
| Data                                                                       | Città                                                                      | In casa                                                                    | Risultato                                                                  | Ospiti                                                                     | Competizione                                                               | Reti                                                                       | Note                                                                       |
| -------------------------------------------------------------------------- | -------------------------------------------------------------------------- | -------------------------------------------------------------------------- | -------------------------------------------------------------------------- | -------------------------------------------------------------------------- | -------------------------------------------------------------------------- | -------------------------------------------------------------------------- | -------------------------------------------------------------------------- |
| 26-5-2012                                                                  | Oslo                                                                       | Norvegia                                                                   | 0 – 1                                                                      | Inghilterra                                                                | Amichevole                                                                 | -                                                                          | 73’                                                                        |
| 2-6-2012                                                                   | Londra                                                                     | Inghilterra                                                                | 1 – 0                                                                      | Belgio                                                                     | Amichevole                                                                 | -                                                                          | 66’                                                                        |
| 11-6-2012                                                                  | Donec'k                                                                    | Francia                                                                    | 1 – 1                                                                      | Inghilterra                                                                | Euro 2012 - 1º turno                                                       | -                                                                          | 34’ 77’                                                                    |
| 15-6-2012                                                                  | Kiev                                                                       | Svezia                                                                     | 2 – 3                                                                      | Inghilterra                                                                | Euro 2012 - 1º turno                                                       | -                                                                          | 90’                                                                        |
| 19-6-2012                                                                  | Donec'k                                                                    | Inghilterra                                                                | 1 – 0                                                                      | Ucraina                                                                    | Euro 2012 - 1º turno                                                       | -                                                                          | 86’                                                                        |
| 7-9-2012                                                                   | Chișinău                                                                   | Moldavia                                                                   | 0 – 5                                                                      | Inghilterra                                                                | Qual. Mondiali 2014                                                        | -                                                                          | 58’                                                                        |
| 11-9-2012                                                                  | Londra                                                                     | Inghilterra                                                                | 1 – 1                                                                      | Ucraina                                                                    | Qual. Mondiali 2014                                                        | -                                                                          | 69’                                                                        |
| 12-10-2012                                                                 | Londra                                                                     | Inghilterra                                                                | 5 – 0                                                                      | San Marino                                                                 | Qual. Mondiali 2014                                                        | 1                                                                          |                                                                            |
| 17-10-2012                                                                 | Varsavia                                                                   | Polonia                                                                    | 1 – 1                                                                      | Inghilterra                                                                | Qual. Mondiali 2014                                                        | -                                                                          | 73’                                                                        |
| 22-3-2013                                                                  | Serravalle                                                                 | San Marino                                                                 | 0 – 8                                                                      | Inghilterra                                                                | Qual. Mondiali 2014                                                        | 1                                                                          |                                                                            |
| 29-5-2013                                                                  | Londra                                                                     | Inghilterra                                                                | 1 – 1                                                                      | Irlanda                                                                    | Amichevole                                                                 | -                                                                          | 87’                                                                        |
| 2-6-2013                                                                   | Rio de Janeiro                                                             | Brasile                                                                    | 2 – 2                                                                      | Inghilterra                                                                | Amichevole                                                                 | 1                                                                          | 62’                                                                        |
| 14-8-2013                                                                  | Londra                                                                     | Inghilterra                                                                | 3 – 2                                                                      | Scozia                                                                     | Amichevole                                                                 | -                                                                          | 62’                                                                        |
| 5-3-2014                                                                   | Londra                                                                     | Inghilterra                                                                | 1 – 0                                                                      | Danimarca                                                                  | Amichevole                                                                 | -                                                                          | 77’                                                                        |
| 4-6-2014                                                                   | Miami Gardens                                                              | Ecuador                                                                    | 2 – 2                                                                      | Inghilterra                                                                | Amichevole                                                                 | -                                                                          | 63’                                                                        |
| 3-9-2014                                                                   | Londra                                                                     | Inghilterra                                                                | 1 – 0                                                                      | Norvegia                                                                   | Amichevole                                                                 | -                                                                          | 69’                                                                        |
| 9-10-2014                                                                  | Londra                                                                     | Inghilterra                                                                | 5 – 0                                                                      | San Marino                                                                 | Qual. Euro 2016                                                            | -                                                                          | 46’                                                                        |
| 12-10-2014                                                                 | Tallinn                                                                    | Estonia                                                                    | 0 – 1                                                                      | Inghilterra                                                                | Qual. Euro 2016                                                            | -                                                                          | 61’                                                                        |
| 15-11-2014                                                                 | Londra                                                                     | Inghilterra                                                                | 3 – 1                                                                      | Slovenia                                                                   | Qual. Euro 2016                                                            | -                                                                          | 85’                                                                        |
| 18-11-2014                                                                 | Glasgow                                                                    | Scozia                                                                     | 1 – 3                                                                      | Inghilterra                                                                | Amichevole                                                                 | 1                                                                          | 80’                                                                        |
| 5-9-2015                                                                   | Serravalle                                                                 | San Marino                                                                 | 0 – 6                                                                      | Inghilterra                                                                | Qual. Euro 2016                                                            | -                                                                          | 67’                                                                        |
| 8-9-2015                                                                   | Londra                                                                     | Inghilterra                                                                | 2 – 0                                                                      | Svizzera                                                                   | Qual. Euro 2016                                                            | -                                                                          |                                                                            |
| 9-10-2015                                                                  | Londra                                                                     | Inghilterra                                                                | 2 – 0                                                                      | Estonia                                                                    | Qual. Euro 2016                                                            | -                                                                          | 73’                                                                        |
| 12-10-2015                                                                 | Vilnius                                                                    | Lituania                                                                   | 0 – 3                                                                      | Inghilterra                                                                | Qual. Euro 2016                                                            | 1                                                                          |                                                                            |
| 26-3-2017                                                                  | Londra                                                                     | Inghilterra                                                                | 2 – 0                                                                      | Lituania                                                                   | Qual. Mondiali 2018                                                        | -                                                                          |                                                                            |
| 10-6-2017                                                                  | Glasgow                                                                    | Scozia                                                                     | 2 – 2                                                                      | Inghilterra                                                                | Qual. Mondiali 2018                                                        | 1                                                                          | 65’                                                                        |
| 13-6-2017                                                                  | Saint-Denis                                                                | Francia                                                                    | 3 – 2                                                                      | Inghilterra                                                                | Amichevole                                                                 | -                                                                          |                                                                            |
| 1-9-2017                                                                   | Ta' Qali                                                                   | Malta                                                                      | 0 – 4                                                                      | Inghilterra                                                                | Qual. Mondiali 2018                                                        | -                                                                          | 76’                                                                        |
| 4-9-2017                                                                   | Londra                                                                     | Inghilterra                                                                | 2 – 1                                                                      | Slovacchia                                                                 | Qual. Mondiali 2018                                                        | -                                                                          | 83’                                                                        |
| 5-10-2017                                                                  | Londra                                                                     | Inghilterra                                                                | 1 – 0                                                                      | Slovenia                                                                   | Qual. Mondiali 2018                                                        | -                                                                          | 64’                                                                        |
| 23-3-2018                                                                  | Amsterdam                                                                  | Paesi Bassi                                                                | 0 – 1                                                                      | Inghilterra                                                                | Amichevole                                                                 | -                                                                          |                                                                            |
| 27-3-2018                                                                  | Londra                                                                     | Inghilterra                                                                | 1 – 1                                                                      | Italia                                                                     | Amichevole                                                                 | -                                                                          | 40’ 60’                                                                    |
| 7-9-2019                                                                   | Londra                                                                     | Inghilterra                                                                | 4 – 0                                                                      | Bulgaria                                                                   | Qual. Euro 2020                                                            | -                                                                          | 77’                                                                        |
| 14-11-2019                                                                 | Londra                                                                     | Inghilterra                                                                | 7 – 0                                                                      | Montenegro                                                                 | Qual. Euro 2020                                                            | 1                                                                          | 56’                                                                        |
| 17-11-2019                                                                 | Pristina                                                                   | Kosovo                                                                     | 0 – 4                                                                      | Inghilterra                                                                | Qual. Euro 2020                                                            | -                                                                          | 73’                                                                        |
| Totale                                                                     |                                                                            | Presenze                                                                   | 35                                                                         |                                                                            | Reti                                                                       | 7                                                                          |                                                                            |

## Palmarès

### Club

#### Competizioni nazionali
- Coppa d'Inghilterra: 4

Arsenal: 2013-2014, 2014-2015, 2016-2017
Liverpool: 2021-2022
- Community Shield: 4

Arsenal: 2014, 2015, 2017
Liverpool: 2022
- Campionato inglese: 1

Liverpool: 2019-2020
- Coppa di Lega inglese: 1

Liverpool: 2021-2022
- Coppa di Turchia: 1

Beşiktaş: 2023-2024
- Supercoppa di Turchia: 1

Beşiktaş: 2024

#### Competizioni internazionali
- UEFA Champions League: 1

Liverpool: 2018-2019
- Supercoppa UEFA: 1

Liverpool: 2019
- Coppa del mondo per club: 1

Liverpool: 2019

### Individuale
- Miglior giocatore della Community Shield: 1

2015